# Napoletana. Antologia cronologica della canzone partenopea - Secondo volume (dal 1700 al 1820)
Napoletana. Antologia cronologica della canzone partenopea - Secondo volume (dal 1700 al 1820) è un album 33 giri del cantante Roberto Murolo pubblicato nel 1963.

## Tracce

### Lato A
1. Dimme 'na vota si
2. Cicerenella
3. La fata di Amalfi
4. Santa Lucia
5. La palummella
6. Cannetella
7. Pagliaccio

### Lato B
1. Raziella
2. La tarantella
3. Lo tiramole
4. Marianni
5. Lo zoccolaro
6. Lu cardillo
7. Si tu nenna, m'amave n' aut'anno